# 1996: Adesso!
1996: Adesso! è il primo album dal vivo del gruppo musicale italiano Casino Royale, pubblicato nel 1996 dalla Black Out.

## Il disco
L'utilizzo del campionatore, i piatti, i suoni elettronici, e l'apporto dei Sangue Misto hanno come risultato la rielaborazione completa delle canzoni.
L'album preannuncia la scelta artistica che porterà a realizzare l'anno dopo CRX.

## Tracce
1. Cielo
2. Ogni singolo giorno
3. Cose difficili
4. +Di+
5. Guarda in alto
6. Suona ancora
7. Re senza trono
8. Metallo giallo
9. Pronti al peggio
10. Dainamaita
11. Gran Fury
12. Sempre più vicino
13. Street War
14. Cose difficili (Sangue Misto Remix)
15. Anno zero Skatamix